# NGC 1546
NGC 1546 é uma galáxia espiral (S0-a) localizada na direcção da constelação de Dorado. Possui uma declinação de -56° 03' 37" e uma ascensão recta de 4 horas, 14 minutos e 36,7 segundos.
A galáxia NGC 1546 foi descoberta em 5 de Dezembro de 1834 por John Herschel.